# جون جاي بيكر
جون جاي بيكر (بالإنجليزية: John J. Becker)‏ هو ملحن وعازف بيانو أمريكي، ولد في 22 يناير 1886 في هندرسون في الولايات المتحدة، وتوفي في 21 يناير 1961 في ويلميت في الولايات المتحدة.

## وصلات خارجية
- جون جاي بيكر على موقع IMDb (الإنجليزية)
- جون جاي بيكر على موقع ميوزك برينز (الإنجليزية)
- جون جاي بيكر على موقع ديسكوغز (الإنجليزية)